# Сташенков, Илья Владимирович
Илья Владимирович Сташенков (род. 26 августа 1974, Москва) — советский и российский хоккеист, защитник. Мастер спорта России (1993). Тренер.

## Биография
Воспитанник «Крыльев Советов» (тренер Евгений Полеев), дебютировал за команду в чемпионате СССР 1991/92, играл вплоть до сезона 1996/97. В сезоне 1997/98 выступал за ЦСКА и омский «Авангард». Сезон 1998/99 провёл вновь в «Крыльях Советов». В дальнейшем играл за «Вильгельмсхафен-Штикхаузен» (Германия, 1999/2000), «Витязь» Подольск (2000/01), ХК ЦСКА (2001/02), «Мечел» Челябинск (2002/03), МГУ-«Пингвины» (2002/03), «Спутник» Нижний Тагил (2002/03, 2003/04 — 2004/05), «Динамо» Минск (Белоруссия, 2003/04, 2005/06), «Нефтяник» Лениногорск (2005/06), «Гомель» (Белоруссия, игры на кубок Белоруссии 2005), «Титан» Клин (2006/07).
На драфте НХЛ 1993 года был выбран в 9-м раунде под 23-м номером клубом «Виннипег Джетс».
Бронзовый призёр чемпионата Европы среди юношей 1992 года. Бронзовый призёр молодежного чемпионата мира 1994 года. Выступал за вторую сборную России.
Бронзовый призер чемпионата МХЛ 1993 года.
Окончил Российскую государственную академию физической культуры (1996).
Играл на первенство Москвы за «Метеор». Тренер в ДЮСШ «Белые медведи» (Москва), имеет вторую квалификационную категорию.